# Isabella Kaltenegger
Isabella Kaltenegger (* 1975 in Graz) ist eine österreichische Politikerin der Österreichischen Volkspartei (ÖVP). Vom 17. Dezember 2019 bis zum 17. Dezember 2024 war sie vom Landtag Steiermark entsandtes Mitglied des Bundesrates.

## Leben

### Ausbildung und Beruf
Isabella Kaltenegger war nach ihrer Schulbildung zunächst in der Landwirtschaftskammer Murau im Fachbereich Direktvermarktung und später im elterlichen Betrieb tätig. Seit 2008 ist sie land- und forstwirtschaftliche Betriebsführerin von Kaltenegger Limousin, einem Zuchtbetrieb für Limousin-Rinder. 2010 wurde die Kaltenegger Energie GmbH, eine Betreibergesellschaft für Kleinwasserkraftwerke, gegründet, deren Geschäftsführung sie übernahm. 2015 gründete sie die Photovoltaik-Betreibergesellschaft ISKA GmbH.
2013 belegte sie den zweiten Platz als Bäuerin des Jahres in der Kategorie Wirtschaft und Innovation, 2014 wurde sie für den Österreichischen Klimaschutzpreis nominiert. 2017/18 absolvierte sie einen Ausbildungslehrgang zur Aufsichtsrätin. 2018 wurde sie Delegierte der Österreichischen Hagelversicherung.
Sie führt die Standesbezeichnung Ingenieur, ist Mutter zweier Töchter und lebt in Gaal.

### Politik
Kaltenegger ist seit 1994 ÖVP-Fraktionsmitglied in Gaal. Sie ist von der Hagelversicherung kooptiertes Mitglied im Vorstand des steirischen Bauernbundes, Vorstand im ÖVP-Bezirksparteivorstand im Bezirk Murtal und Obmann-Stellvertreterin im Wirtschaftsbund Murtal. Nach der Landtagswahl 2019 wurde sie zu Beginn der XVIII. Gesetzgebungsperiode vom Landtag Steiermark in den Bundesrat entsandt.
Für die Europawahl 2024 wurde sie auf den sechsten Platz der ÖVP-Liste gereiht, vor Wolfram Pirchner. Nach der Landtagswahl 2024 schied sie mit 17. Dezember 2024 aus dem Bundesrat aus.